# الجین (مینه‌سوتا)
الجین، مینه‌سوتا (به انگلیسی: Elgin, Minnesota) یک شهر در ایالات متحده آمریکا است که در مینه‌سوتا واقع شده‌است.

## خصوصیات
الجین ۲٫۳۸ کیلومترمربع مساحت و ۱٬۰۸۹ نفر جمعیت دارد و ۳۲۳ متر بالاتر از سطح دریا واقع شده‌است.